# 郭齐勇
郭齐勇（1947年—），男，湖北武汉人，中国哲学家。任国际儒学联合会理事暨学术委员、武汉大学国学院院长、武汉大学哲学学院教授。主要从事中国哲学史研究，专长为儒家哲学与20世纪中国哲学。

## 生平
1966年，郭齐勇高中毕业，适逢文化大革命，当过知青与工人，1978年考入武汉大学哲学系，获学士、硕士学位，1984年底留校任教。1987年起，在职攻读博士学位，导师为萧萐父教授，1992年获博士学位。